# SKK Siedlce
Siedlecki Klub Koszykówki (SKK Siedlce) – siedlecka drużyna koszykówki męskiej, w lipcu 2008 awansowała do II ligi (dzika karta).
Po pierwszej rundzie rozgrywek sezonu zasadniczego 2008/2009 zajmowała 6 miejsce, natomiast sezon ukończyła na miejscu 10. W sezonie 2009/2010 w rundzie zasadniczej zespół zajął III miejsce. W finale play-off przegrał z KPSW Astorią Bydgoszcz 1-2. W turnieju barażowym w Pleszewie, zespół z Siedlec zajął I miejsce i awansował do I ligi.
W pierwszym sezonie rozegranym na zapleczu Tauron Basket Ligi SKK zajęło 10 pozycję. W rywalizacji do trzech zwycięstw o utrzymanie z Polonią 2011 Warszawa Siedlczanie pokonali stołeczną ekipę 3:2 i tym samym utrzymali się w I lidze.
W sezonie 2015/2016 SKK zajęło 10 miejsce w tabeli gwarantujące bezpieczne utrzymanie bez konieczności rozgrywania meczów w fazie play-out.

## Prezes
- Janusz Smagłowski

## Trener
- Michał Spychała

## Sponsorzy
- Remondis
- PEC
- PKO Bank Polski
- Eska B.J. Kowalscy Sp. z o.o.
- PIAS-KAN Sp. z o.o.
- BOLIX Profesjonalne systemy elewacyjne

## Hala
- OSiR - Siedlce, ul. B. Prusa 6, pojemność 600 osób

## Aktualny skład
| Nr | Poz. | Nar.   | Nazwisko i imię    | Data urodzenia | Wzrost | Masa ciała |
| -- | ---- | ------ | ------------------ | -------------- | ------ | ---------- |
| 13 | PG   | Polska | Bal, Mateusz       | 1988-01-19     | 181 cm | 72 kg      |
| 14 | PF   | Polska | Kowalewski, Marcin | 1986-08-13     | 200 cm | 99 kg      |
| 11 | C    | Polska | Bojko, Bartłomiej  | 1992-04-28     | 202 cm | 100 kg     |
| 21 | C    | Polska | Nędzi, Marcin      | 1989-07-14     | 205 cm | 93 kg      |
| 15 | SG   | Polska | Osiński, Wojciech  | 1992-09-28     | 196 cm | 85 kg      |
| 7  | PG   | Polska | Brenk, Adam        | 1995-05-08     | 192 cm | 80 kg      |
| 66 | C    | Polska | Rajewicz, Rafał    | 1988-07-02     | 204 cm | 106 kg     |
| 19 | SG   | Polska | Sobiło, Rafał      | 1989-11-03     | 188 cm | 82 kg      |
| 5  | SG   | Polska | Sulima, Kamil      | 1980-04-02     | 193 cm | 83 kg      |
| 35 | SF   | Polska | Weres, Aaron       | 1991-10-01     | 197 cm | 90 kg      |
| 15 | PG   | Polska | Musijowski, Michał | 1989-08-02     | 184 cm | 81 kg      |
| 9  | F    | Polska | Struski, Filip     | 1994-06-23     | 201 cm | 92 kg      |

Trener:  Teohar Mollov
 Asystenci: -